# A legjövedelmezőbb női turnék listája

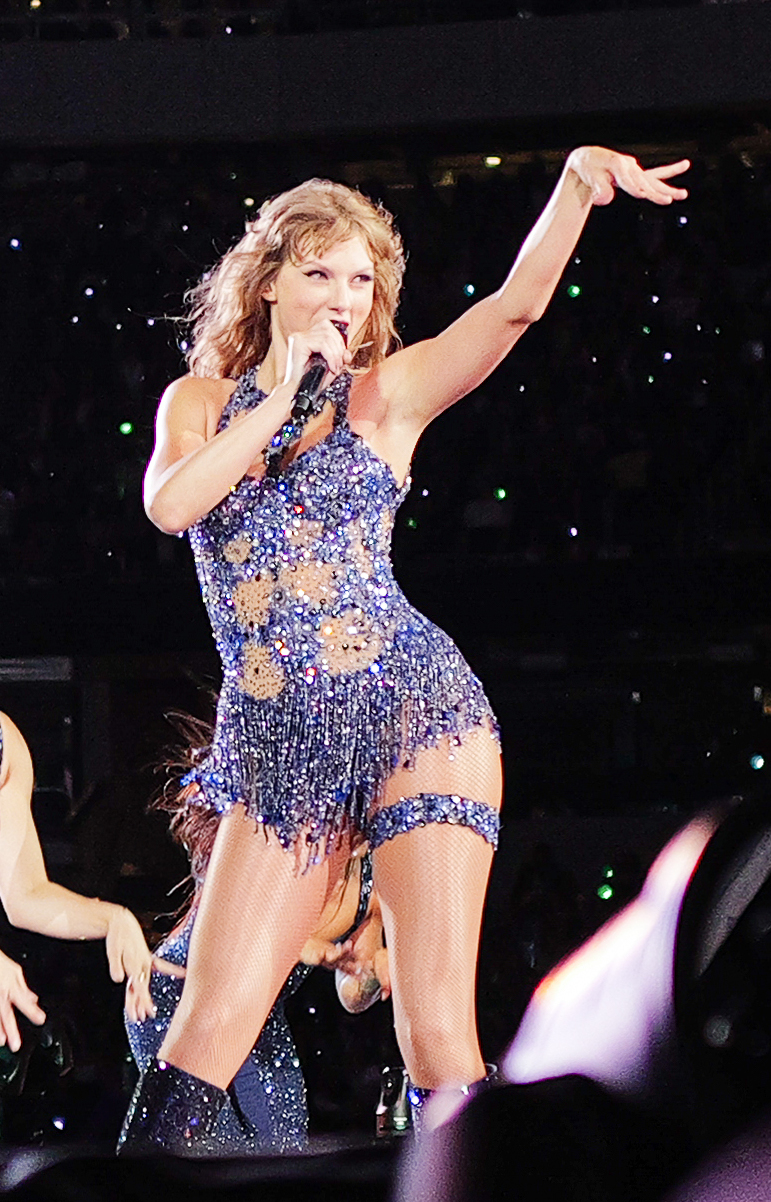
Taylor Swift fellépés közben a The Eras Touron, minden idők legnagyobb bevételt hozó koncertkörútján

Az alábbiakban a női előadók legnagyobb bevételt hozó koncertkörútjainak listája (szólisták és női együttesek) következik, minden idők és évtizedek szerinti bontásban. Számos adat a Billboard és a Pollstar kiadványokból származik, amelyek rendszeresen közlik a koncertek világszerte elért bruttó bevételeinek hivatalos adatait; bár mindkét kiadványból hiányoztak adatok a korai jelentésekben, beleértve az utóbbit is, amely a 2000-es évek végéig nem vette figyelembe a tengerentúli adatokat.
A női turnéipart általában olyan popsztárok uralják, mint Madonna, P!nk, Beyoncé és Taylor Swift – akiknek a neve minden idők legtöbb bevételt hozó élőzenei előadói között szerepel, és turnéik is a történelem legtöbb bevételt hozó koncertkörútjai között vannak –, valamint Tina Turner a rockszíntérről, a Spice Girls és a Blackpink a lányegyüttesek közül, és Céline Dion a felnőtt kortárs balladisták közül. Turner és Dion az első olyan előadók közé tartoztak, akiknek egyetlen turnéjuk bevétele meghaladta a 100 millió dollárt.
2024 decemberéig a legtöbb bevételt hozó női turné Swift The Eras Tour elnevezésű turnéja, amelynek bevétele 149 koncertből 2,07 milliárd dollár. A The Eras Tour egyben a valaha volt legtöbb bevételt hozó turné összesítve is; adatait nem közölték a Billboard felé, amely Beyoncé Renaissance World Tourját tüntette fel minden idők legsikeresebb női turnéjaként a The Eras Tourt nem számítva. A Billboard Box Score történetében a korábbi rekordtartók közé tartozik Tina Turner Twenty Four Seven Tourja (2000 és 2003 között) és Cher Living Proof: The Farewell Tourja (2003 és 2006 között), valamint Madonna Confessions Tourja (2006 és 2008 között) és Sticky & Sweet Tourja (2008 és 2023 között).

## Jelmagyarázat
| † | A turné jelenleg is tart |
| ‡ | Korábbi rekordtartó      |

## A legtöbb bevételt hozó női koncertturnék listája

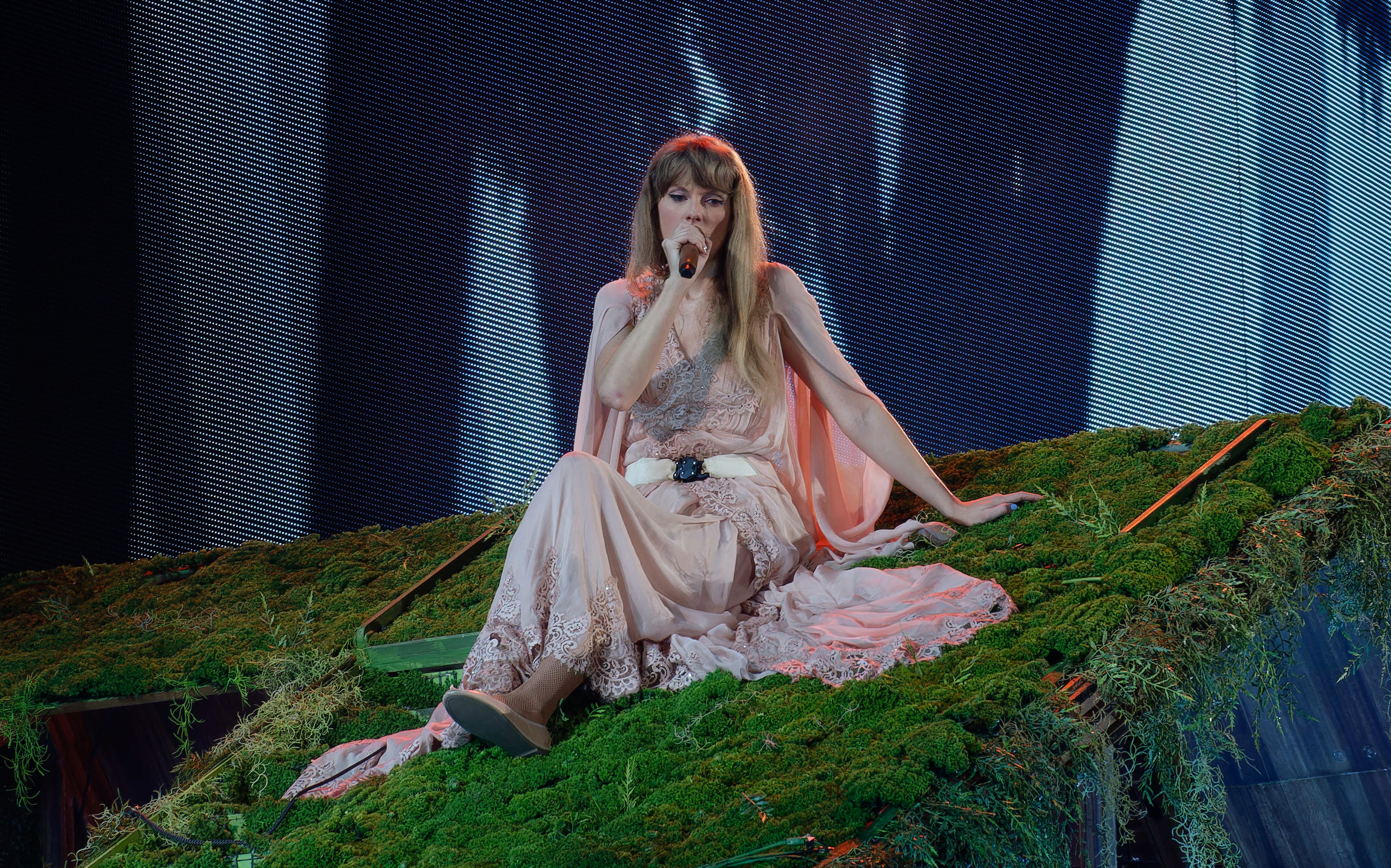
Taylor Swift a The Eras Touron
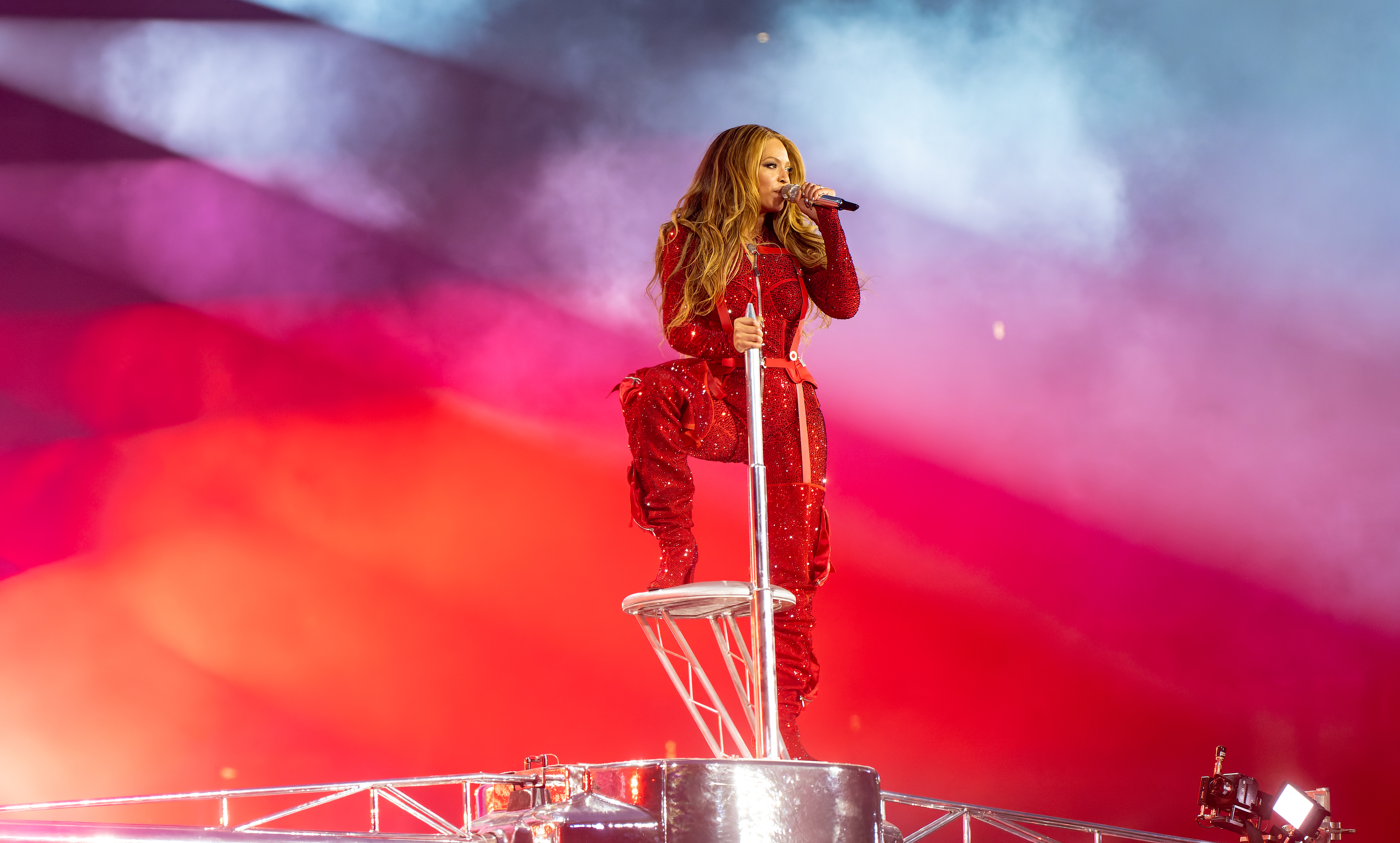
Beyoncé a Renaissance World Touron
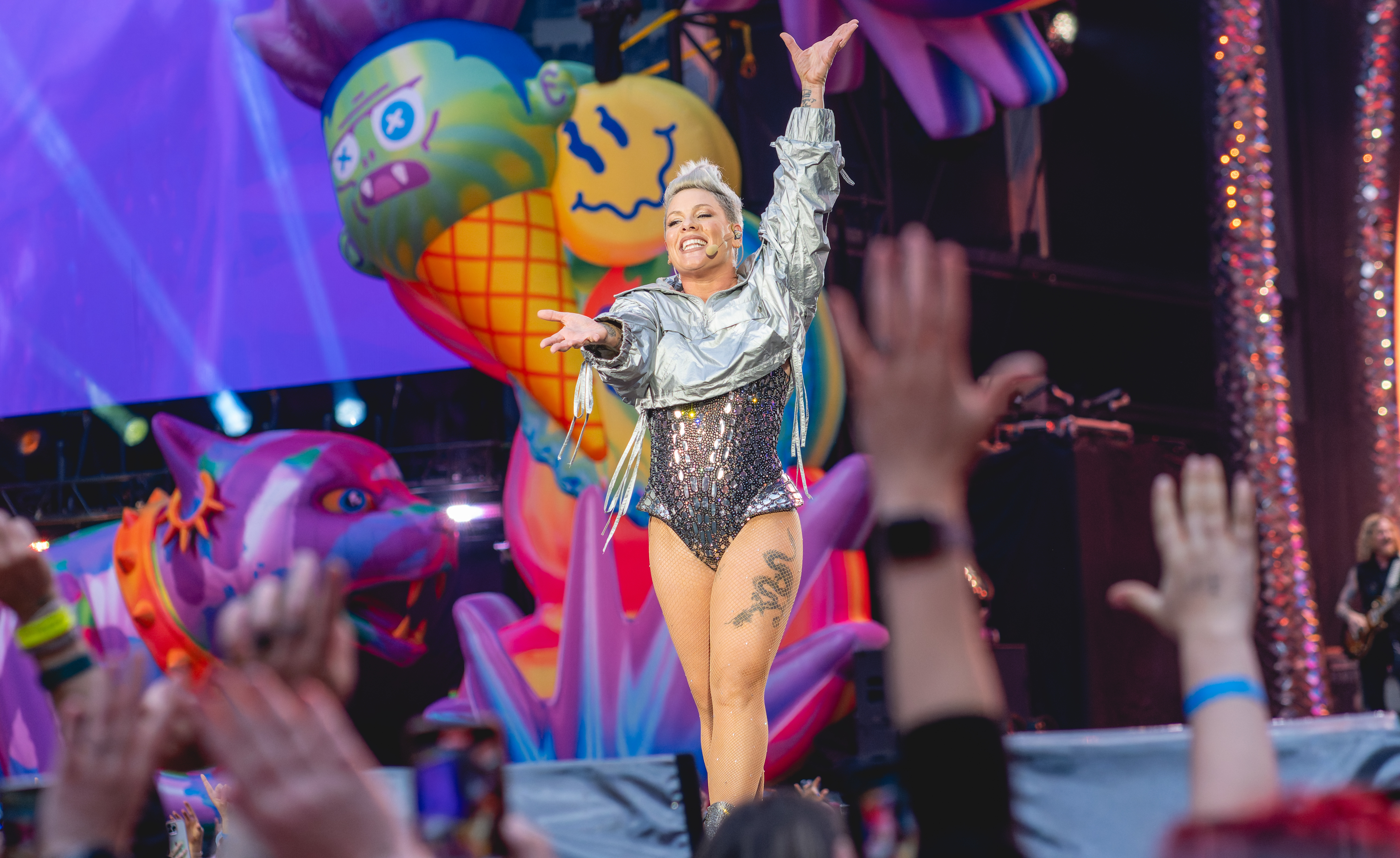
Pink a Summer Carnival turnén

| Helyezés | Legjobb helyezés | Minden idők listán lévő legjobb helyezés | Bevétel        | Korrigált bevétel (2023 dollár) | Előadó         | Turné                             | Év(ek)    | Koncertek | Átlag bevétel | For.          |
| -------- | ---------------- | ---------------------------------------- | -------------- | ------------------------------- | -------------- | --------------------------------- | --------- | --------- | ------------- | ------------- |
| 1        | 1                | 1                                        | $2 077 618 725 | $2 077 618 725                  | Taylor Swift   | The Eras Tour                     | 2023–2024 | 149       | $13 943 750   | [ 1 ]         |
| 2        | 2                | 8                                        | $584 700 000   | $584 700 000                    | Pink           | Summer Carnival                   | 2023–2024 | 97        | $6 027 835    | [ 3 ]         |
| 3        | 1                | 7                                        | $579 813 546   | $579 813 546                    | Beyoncé        | Renaissance World Tour ‡          | 2023      | 56        | $10 353 571   | [ 5 ]         |
| 4        | 1                | 2                                        | $411 000 000   | $583 700 326                    | Madonna        | Sticky & Sweet Tour ‡             | 2008–2009 | 85        | $4 835 294    | [ 8 ]         |
| 5        | 2                | 10                                       | $397 300 000   | $473 471 144                    | Pink           | Beautiful Trauma World Tour       | 2018–2019 | 156       | $2 546 795    | [ 9 ]         |
| 6        | 2                |                                          | $345 675 146   | $419 427 728                    | Taylor Swift   | Reputation Stadium Tour           | 2018      | 53        | $6 522 173    | [ 10 ]        |
| 7        |                  |                                          | $313 300 000   | $313 300 000                    | Karol G        | Mañana Será Bonito Tour           | 2023–2024 | 62        | $5 053 226    | [ 11 ]        |
| 8        | 2                | 10                                       | $305 158 363   | $404 990 574                    | Madonna        | The MDNA Tour                     | 2012      | 88        | $3 467 709    | [ 12 ]        |
| 9        | 2                |                                          | $280 000 000   | $397 654 723                    | Céline Dion    | Taking Chances World Tour         | 2008–2009 | 131       | $2 137 405    | [ 14 ]        |
| 10       |                  |                                          | $256 084 556   | $325 112 340                    | Beyoncé        | The Formation World Tour          | 2016      | 49        | $5 226 215    | [ 15 ]        |
| 11       |                  |                                          | $250 400 000   | $321 867 528                    | Taylor Swift   | The 1989 World Tour               | 2015      | 85        | $2 945 882    | [ 16 ]        |
| 12       |                  |                                          | $229 100 000   | $294 860 782                    | Beyoncé        | The Mrs. Carter Show World Tour   | 2013–2014 | 132       | $1 735 606    | [ 17 ] [ 18 ] |
| 13       |                  | 14                                       | $227 400 000   | $307 457 396                    | Lady Gaga      | The Monster Ball Tour             | 2009–2011 | 203       | $1 118 227    | [ 20 ]        |
| 14       |                  |                                          | $227 247 141   | $227 247 141                    | Madonna        | The Celebration Tour              | 2023–2024 | 80        | $2 840 589    | [ 21 ]        |
| 15       |                  |                                          | $204 000 000   | $262 224 344                    | Katy Perry     | Prismatic World Tour              | 2014–2015 | 151       | $1 350 993    | [ 22 ]        |
| 16       |                  |                                          | $202 200 000   | $251 336 302                    | A-Mei          | Utopia World Tour                 | 2015–2017 | 104       | $1 944 230    | [ 23 ]        |
| 17       | 1                |                                          | $200 000 000   | $312 012 268                    | Cher           | Living Proof: The Farewell Tour ‡ | 2002–2005 | 325       | $615 385      | [ 24 ]        |
| 18       | 2                |                                          | $194 000 000   | $293 209 640                    | Madonna        | Confessions Tour                  | 2006      | 60        | $3 233 333    | [ 7 ]         |
| 19       |                  |                                          | $186 600 000   | $186 600 000                    | Olivia Rodrigo | Guts World Tour †                 | 2024–2025 | 95        | $1 964 211    | [ 26 ]        |
| 20       |                  |                                          | $184 000 000   | $236 815 294                    | Pink           | The Truth About Love Tour         | 2013–2014 | 142       | $1 295 775    | [ 27 ]        |

## Női együttesek legnagyobb bevételt hozó koncertkörútjainak listája

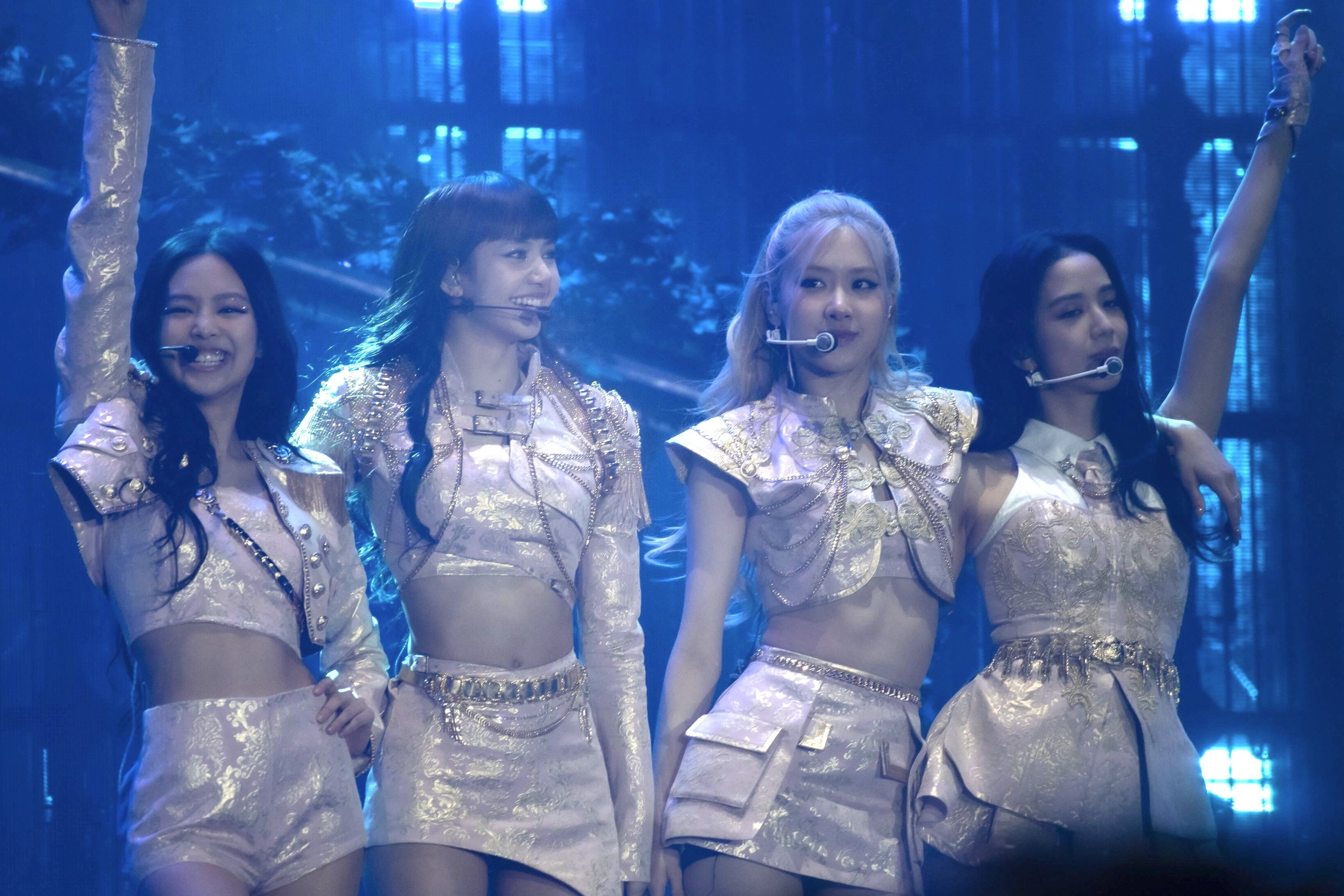
A Blackpink a Born Pink World Touron
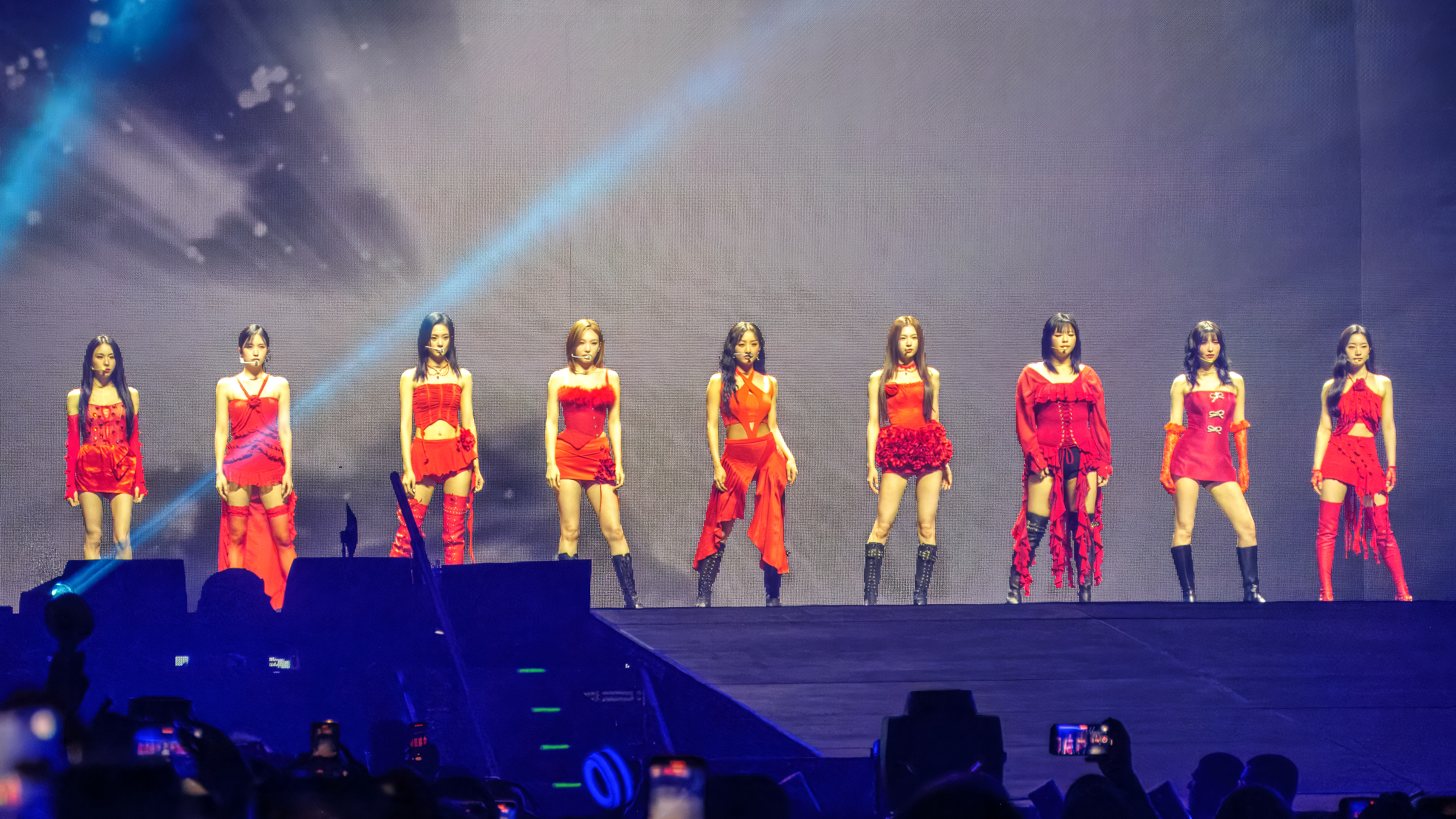
A Twice a Ready to Be World Touron

| Helyezés | Bevétel      | Korrigált bevétel (2023 dollár) | Előadó      | Turné                              | Év(ek)    | Koncertek | Átlag bevétel | For.          |
| -------- | ------------ | ------------------------------- | ----------- | ---------------------------------- | --------- | --------- | ------------- | ------------- |
| 1        | $148 300 000 | $148 300 000                    | Blackpink   | Born Pink World Tour               | 2022–2023 | 29        | $5 113 793    | [ 28 ]        |
| 2        | $78 400 000  | $78 400 000                     | Twice       | Ready to Be World Tour             | 2023–2024 | 23        | $3 408 696    | [ 29 ] [ 30 ] |
| 3        | $78 203 580  | $93 196 925                     | Spice Girls | Spice World – 2019 Tour            | 2019      | 13        | $6 015 660    | [ 31 ]        |
| 4        | $70 100 000  | $99 201 793                     | Spice Girls | The Return of the Spice Girls Tour | 2007–2008 | 45        | $1 491 489    | [ 31 ]        |
| 5        | $64 200 000  | $106 334 153                    | The Chicks  | Top of the World Tour              | 2003      | 73        | $879 452      | [ 32 ]        |
| 6        | $60 000 000  | $112 160 065                    | Spice Girls | Spiceworld Tour                    | 1998      | 41        | $618 557      | [ 33 ]        |
| 7        | $56 756 285  | $71 503 659                     | Blackpink   | In Your Area World Tour            | 2018–2020 | 36        | $1 576 563    | [ 34 ]        |

## Évtizedek szerinti lebontás

### 1980-as évek

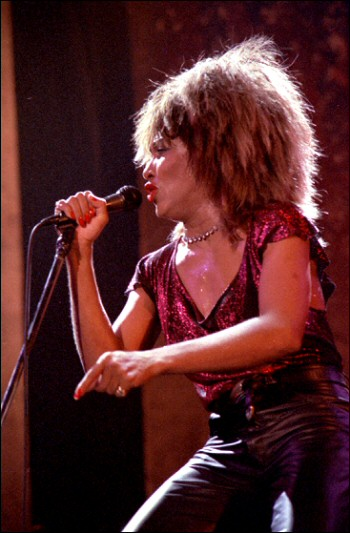
Tina Turner a Private Dancer Touron
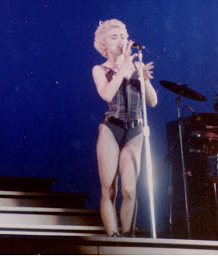
Madonna a Who’s That Girl World Touron

| Helyezés | Bevétel     | Korrigált bevétel (2023 dollár) | Előadó          | Turné                       | Év(ek)    | Koncertek | For.   |
| -------- | ----------- | ------------------------------- | --------------- | --------------------------- | --------- | --------- | ------ |
| 1        | $60 000 000 | $154 575 127                    | Tina Turner     | Break Every Rule World Tour | 1987–1988 | 220       | [ 35 ] |
| 2        | $40 000 000 | $113 316 832                    | Tina Turner     | Private Dancer Tour         | 1985      | 182       | [ 36 ] |
| 3        | $32 368 629 | $86 809 364                     | Madonna         | Who’s That Girl World Tour  | 1987      | 38        | [ 39 ] |
| 4        | $20 100 000 | $51 782 667                     | Whitney Houston | Moment of Truth World Tour  | 1987–1988 | 89        | [ 38 ] |

### 1990-es évek

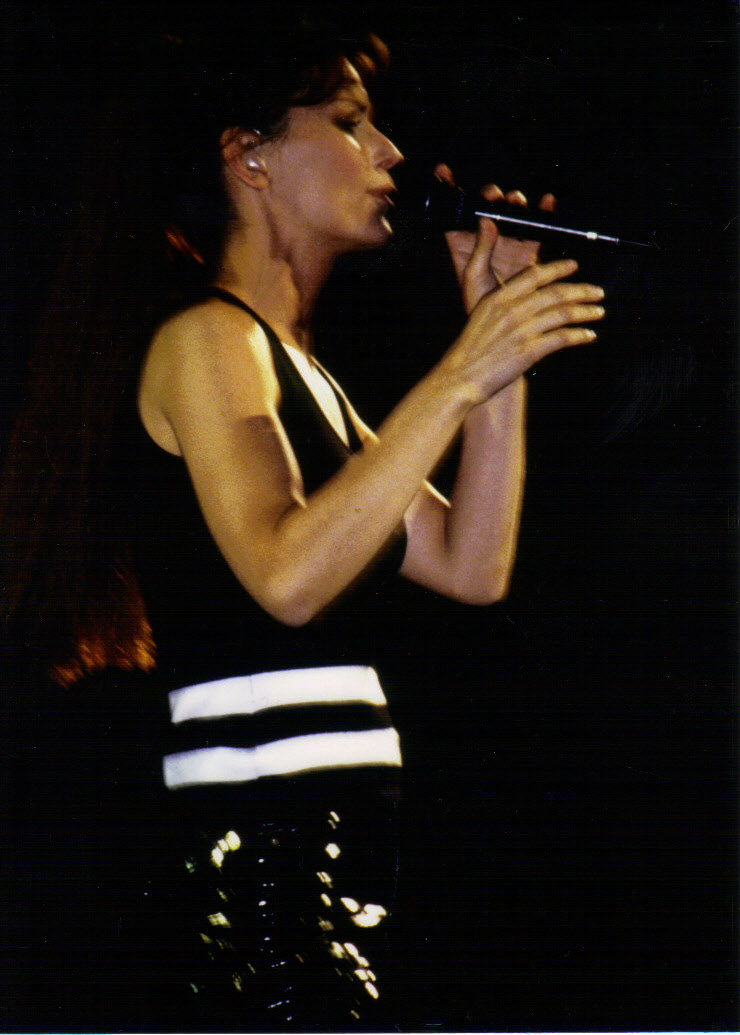
Shania Twain a Come On Over Touron
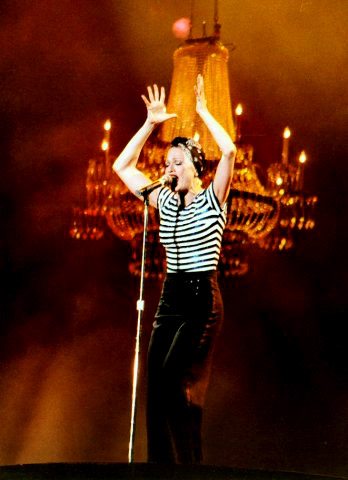
Madonna a The Girlie Show-n
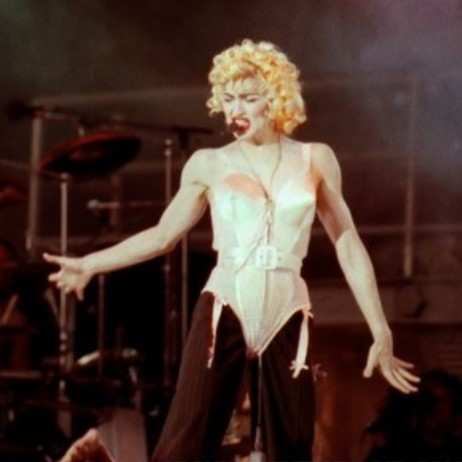
Madonna a Blond Ambition World Touron

| Helyezés | Bevétel      | Korrigált bevétel (2023 dollár) | Előadó       | Turné                            | Év(ek)    | Koncertek | For.   |
| -------- | ------------ | ------------------------------- | ------------ | -------------------------------- | --------- | --------- | ------ |
| 1        | $133 000 000 | $243 257 691                    | Céline Dion  | Let’s Talk About Love World Tour | 1998–1999 | 97        | [ 40 ] |
| 2        | $130 000 000 | $246 741 294                    | Tina Turner  | Wildest Dreams Tour              | 1996–1997 | 255       | [ 41 ] |
| 3        | $86 000 000  | $157 294 447                    | Shania Twain | Come On Over Tour                | 1998–1999 | 165       | [ 42 ] |
| 4        | $70 000 000  | $147 643 400                    | Madonna      | The Girlie Show                  | 1993      | 39        | [ 37 ] |
| 5        | $62 700 000  | $146 225 471                    | Madonna      | Blond Ambition World Tour        | 1990      | 57        | [ 43 ] |

### 2000-es évek

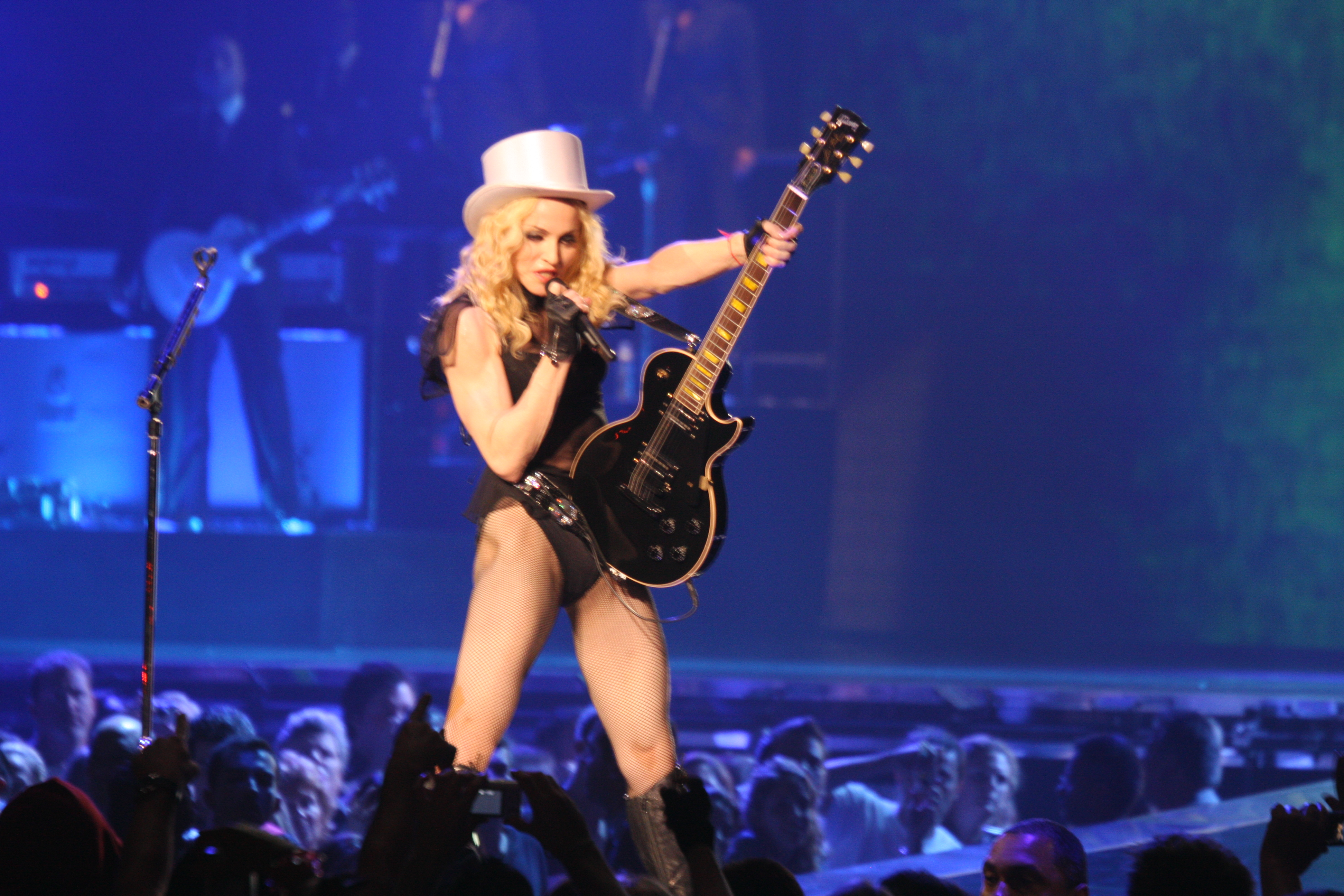
Madonna a Sticky & Sweet Touron
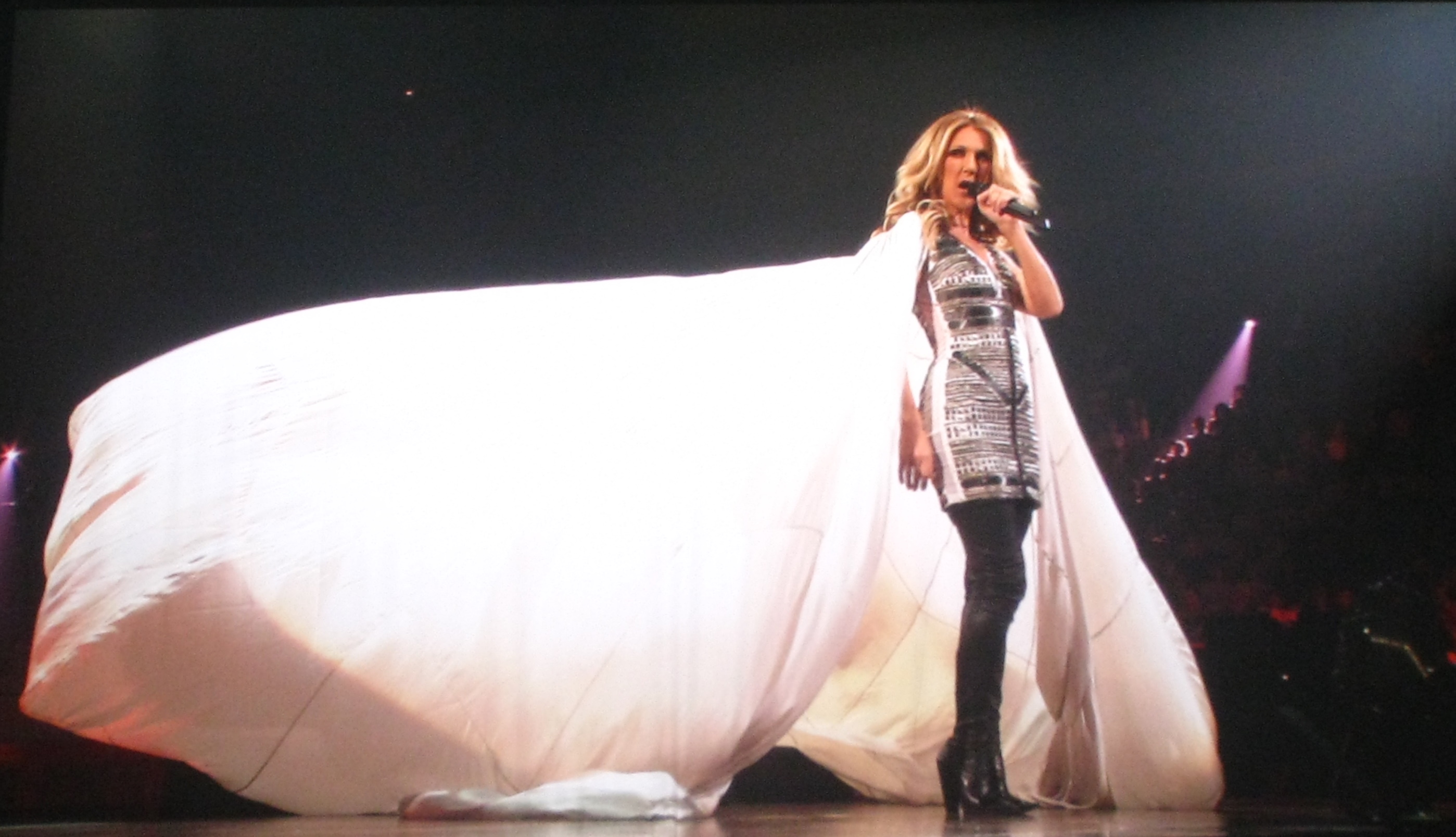
Céline Dion a Taking Chances World Touron
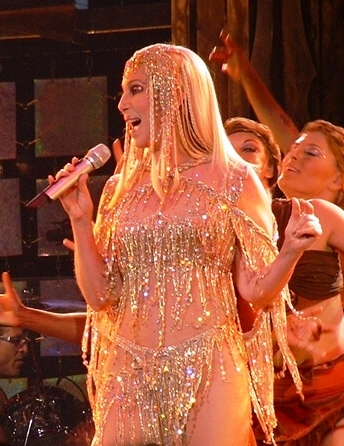
Cher a Living Proof: The Farewell Touron

| Helyezés | Bevétel      | Korrigált bevétel (2023 dollár) | Előadó         | Turné                              | Év(ek)    | Koncertek | For.   |
| -------- | ------------ | ------------------------------- | -------------- | ---------------------------------- | --------- | --------- | ------ |
| 1        | $411 000 000 | $583 700 326                    | Madonna        | Sticky & Sweet Tour                | 2008–2009 | 85        | [ 7 ]  |
| 2        | $280 000 000 | $397 654 723                    | Céline Dion    | Taking Chances World Tour          | 2008–2009 | 131       | [ 14 ] |
| 3        | $200 000 000 | $312 012 268                    | Cher           | Living Proof: The Farewell Tour    | 2002–2005 | 325       | [ 24 ] |
| 4        | $194 000 000 | $293 209 640                    | Madonna        | Confessions Tour                   | 2006      | 60        | [ 7 ]  |
| 5        | $132 500 000 | $188 175 896                    | Tina Turner    | Tina!: 50th Anniversary Tour       | 2008–2009 | 90        | [ 44 ] |
| 6        | $131 800 000 | $187 181 759                    | Britney Spears | The Circus Starring Britney Spears | 2009      | 97        | [ 45 ] |

### 2010-es évek

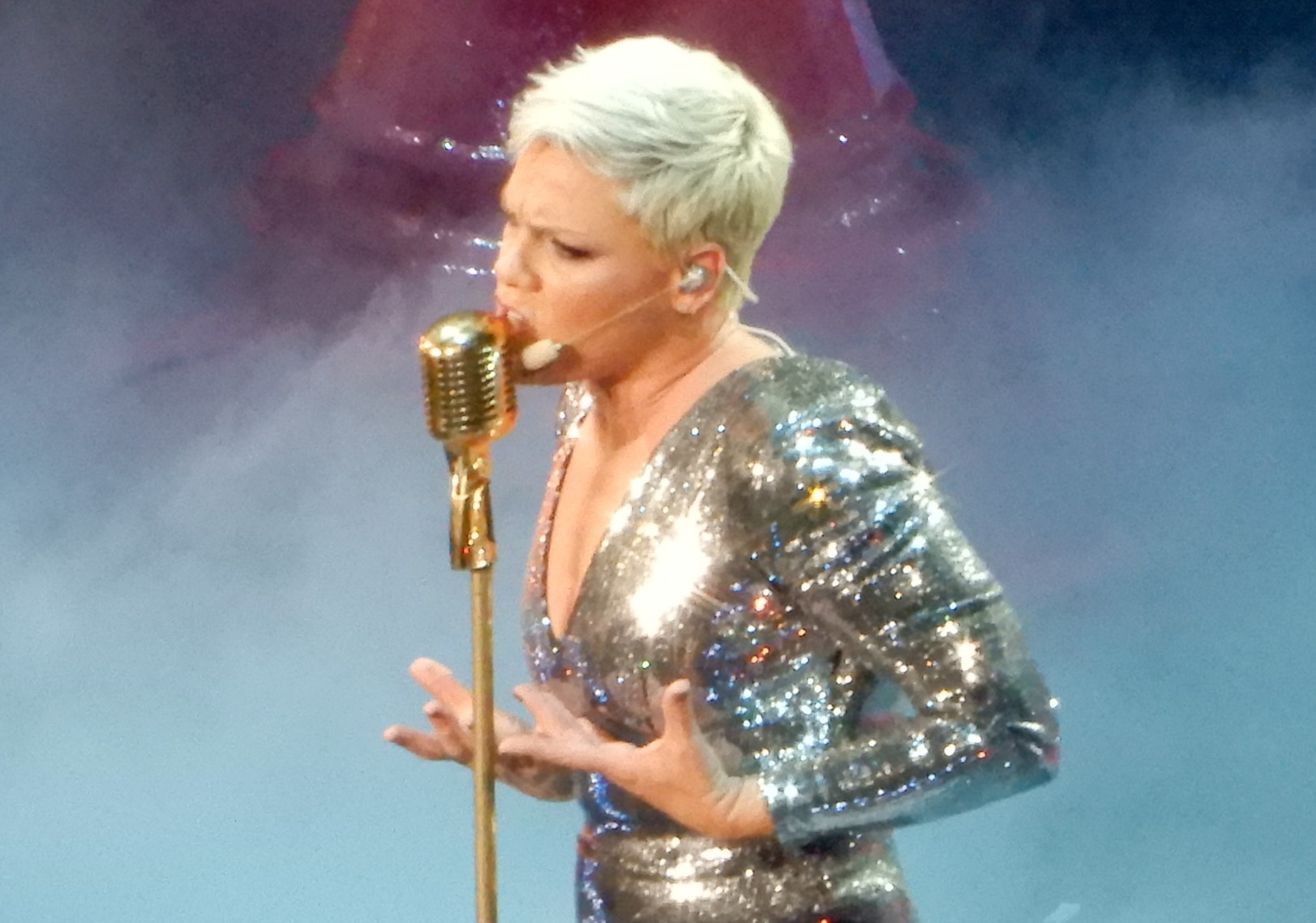
Pink a Beautiful Trauma World Touron
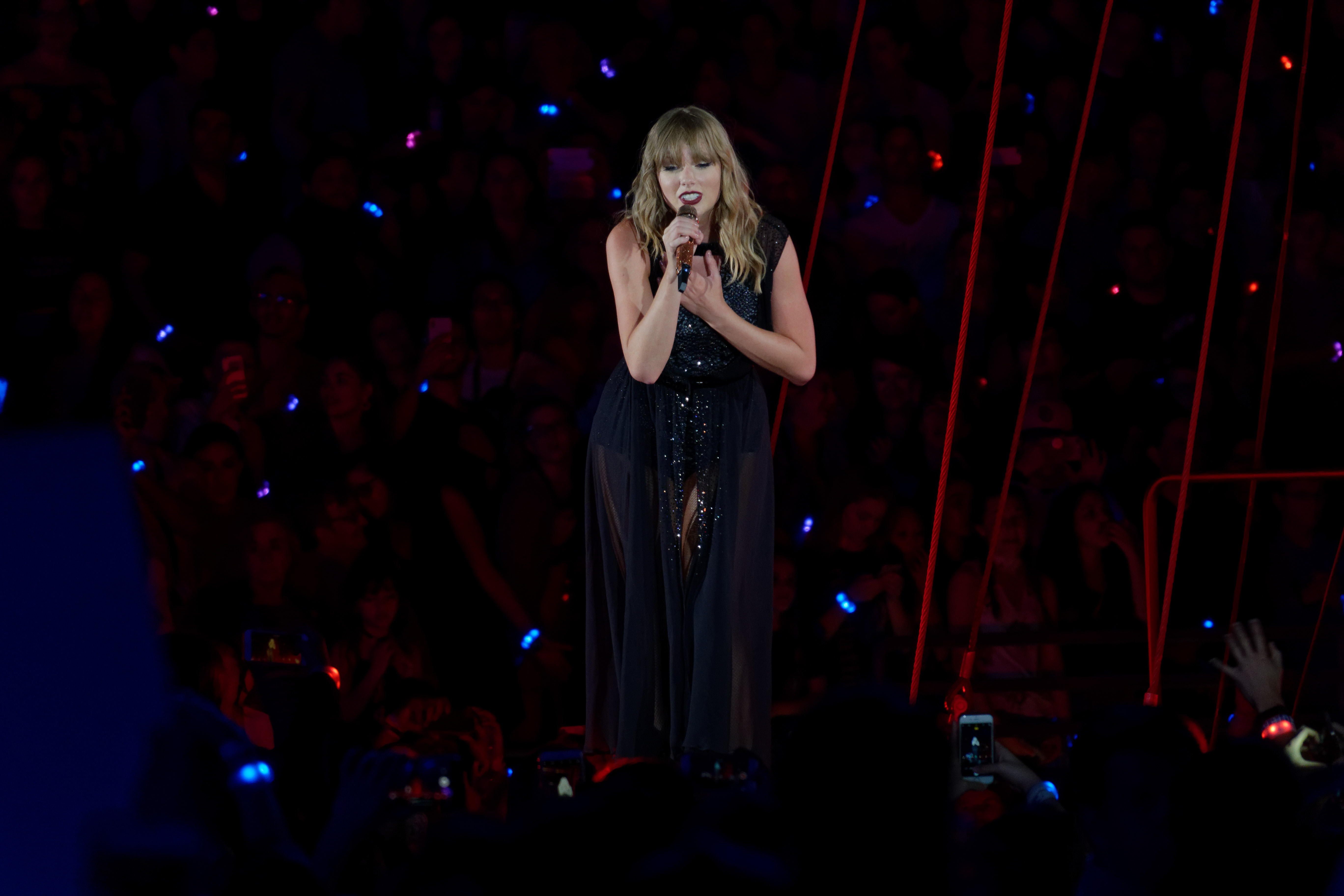
Taylor Swift a Reputation Stadium Touron
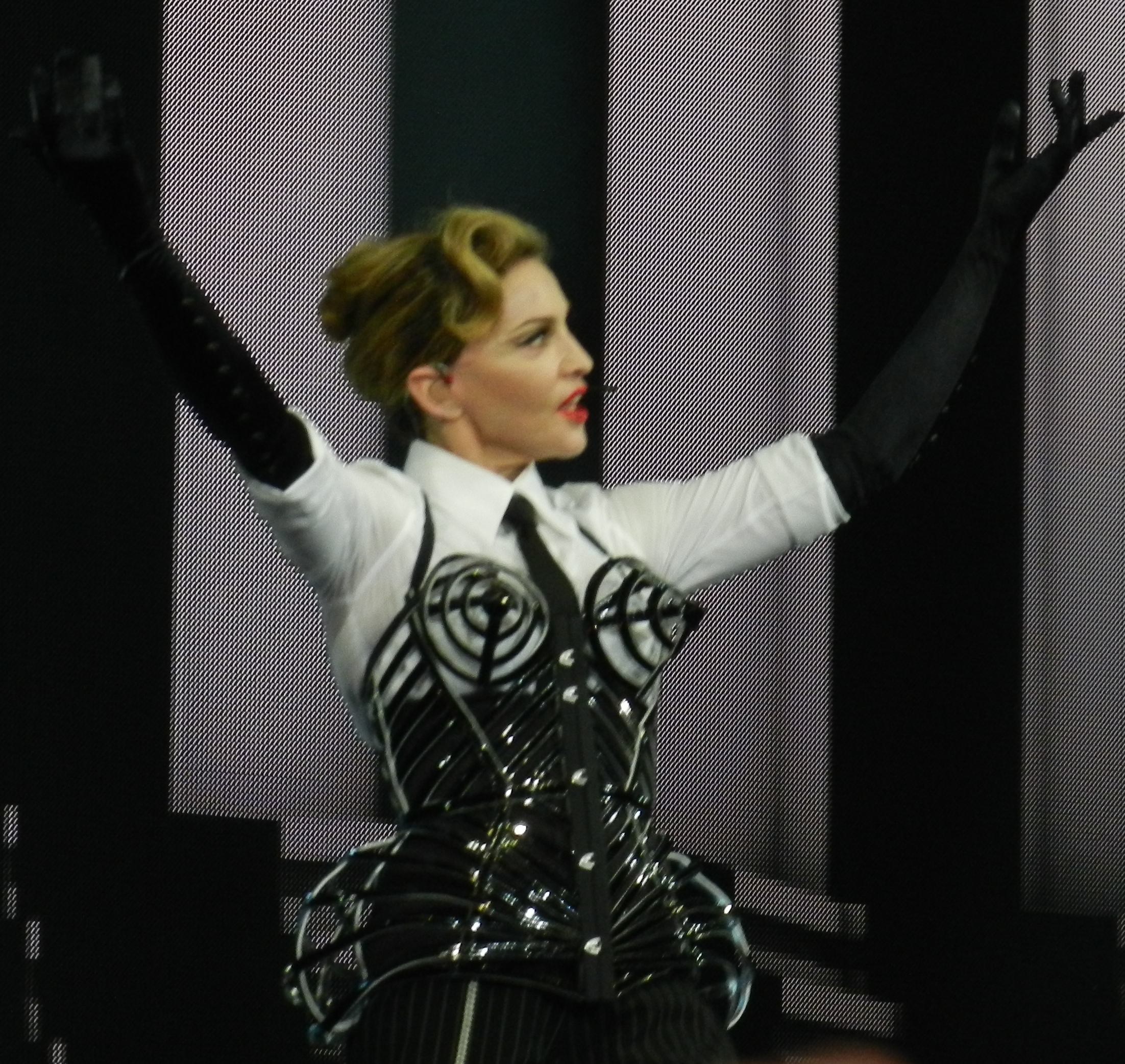
Madonna a The MDNA Touron

| Helyezés | Bevétel      | Korrigált bevétel (2023 dollár) | Előadó       | Turné                       | Év(ek)    | Koncertek | For.   |
| -------- | ------------ | ------------------------------- | ------------ | --------------------------- | --------- | --------- | ------ |
| 1        | $397 300 000 | $473 471 144                    | Pink         | Beautiful Trauma World Tour | 2018–2019 | 156       | [ 9 ]  |
| 2        | $345 675 146 | $419 427 728                    | Taylor Swift | Reputation Stadium Tour     | 2018      | 53        | [ 10 ] |
| 3        | $305 158 363 | $404 990 574                    | Madonna      | The MDNA Tour               | 2012      | 88        | [ 12 ] |
| 4        | $256 084 556 | $325 112 340                    | Beyoncé      | The Formation World Tour    | 2016      | 49        | [ 15 ] |
| 5        | $250 400 000 | $321 867 528                    | Taylor Swift | The 1989 World Tour         | 2015      | 85        | [ 16 ] |

### 2020-as évek

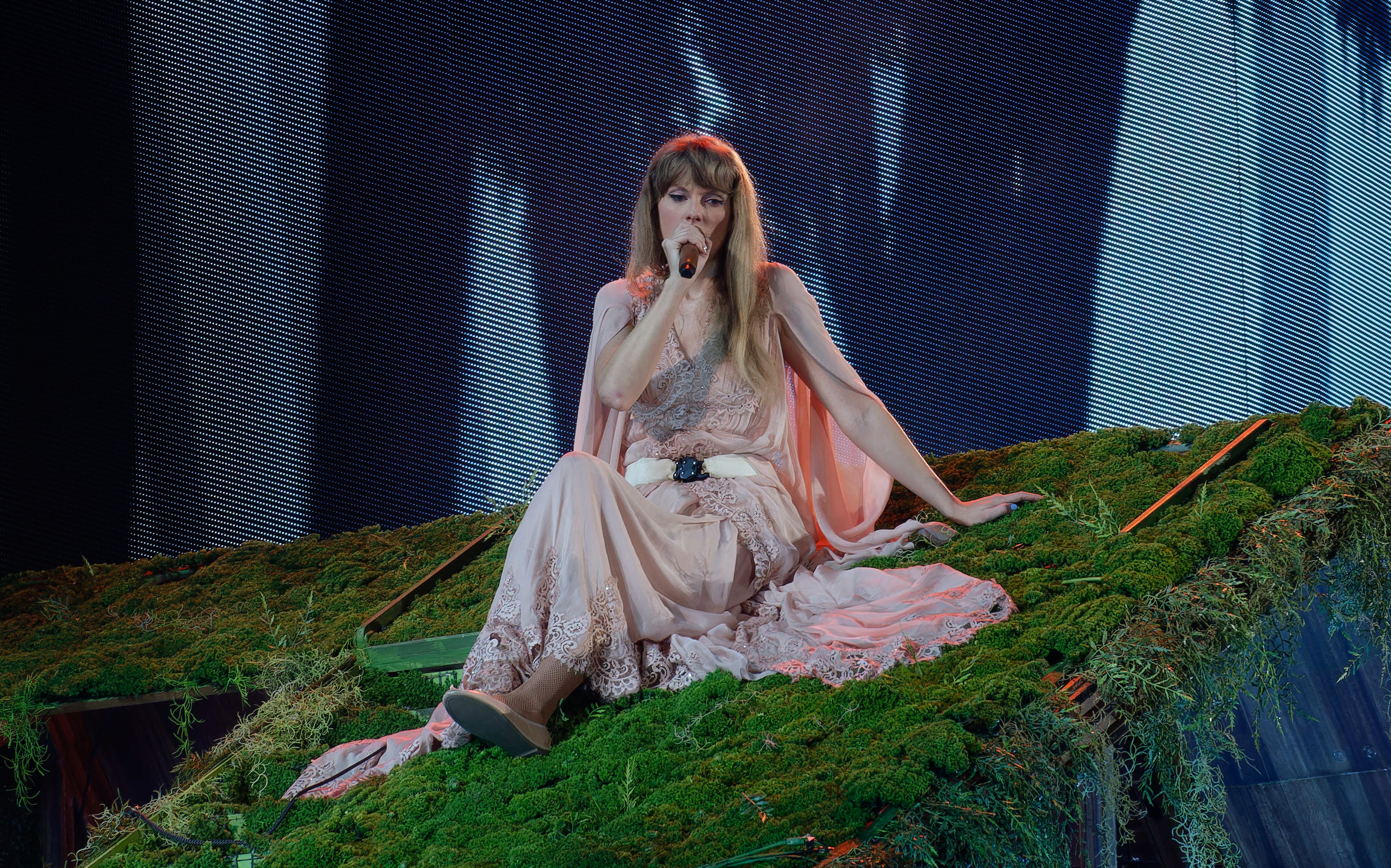
Taylor Swift a The Eras Touron
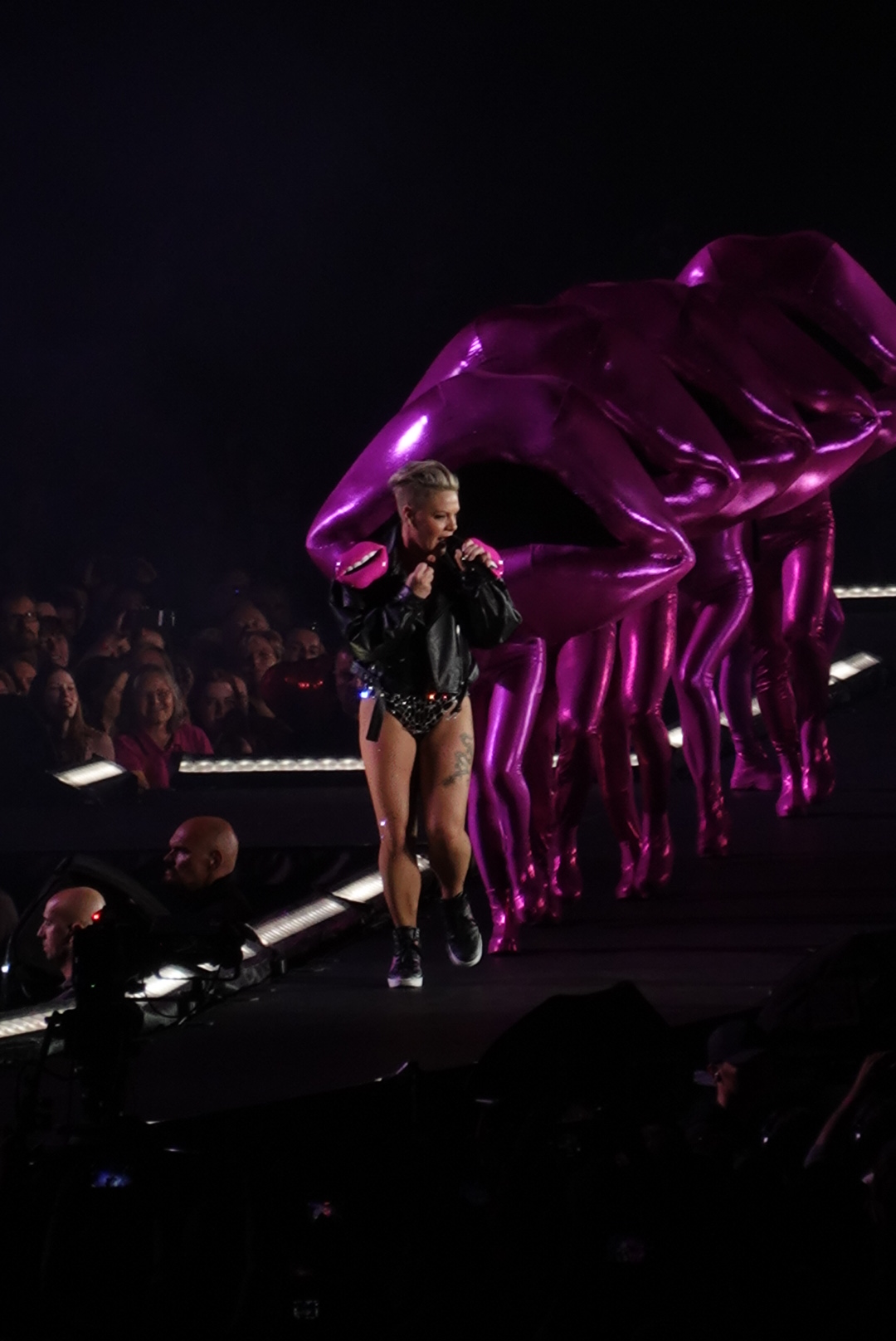
Pink a Summer Carnival turnén
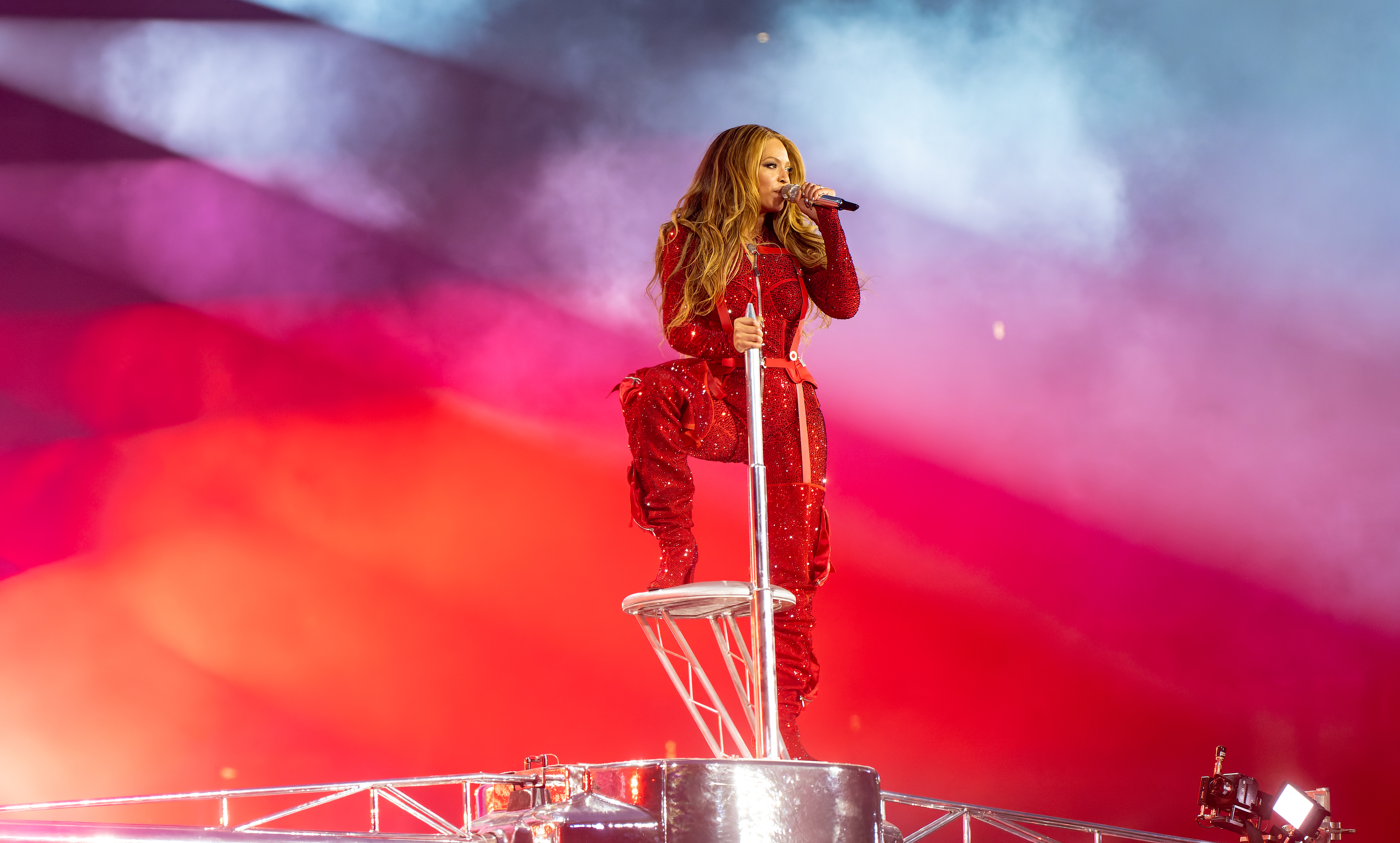
Beyoncé a Renaissance World Touron

| Helyezés | Bevétel        | Korrigált bevétel (2023 dollár) | Előadó       | Turné                   | Év(ek)    | Koncertek | For.   |
| -------- | -------------- | ------------------------------- | ------------ | ----------------------- | --------- | --------- | ------ |
| 1        | $2 077 618 725 | $2 077 618 725                  | Taylor Swift | The Eras Tour           | 2023–2024 | 149       | [ 1 ]  |
| 2        | $584 700 000   | $584 700 000                    | Pink         | Summer Carnival         | 2023–2024 | 97        | [ 3 ]  |
| 3        | $579 800 000   | $579 800 000                    | Beyoncé      | Renaissance World Tour  | 2023      | 56        | [ 5 ]  |
| 4        | $313 000 000   | $313 000 000                    | Karol G      | Mañana Será Bonito Tour | 2023–2024 | 62        | [ 11 ] |
| 5        | $227 247 141   | $227 247 141                    | Madonna      | The Celebration Tour    | 2023–2024 | 80        | [ 21 ] |

## Legmagasabb koncertenkénti bevételek listája
| Előadó           | Turné                     | Év(ek)    | Koncertek | Átlag bevétel |
| ---------------- | ------------------------- | --------- | --------- | ------------- |
| Taylor Swift     | The Eras Tour             | 2023–2024 | 149       | $13 943 750   |
| Beyoncé          | Renaissance World Tour ‡  | 2023      | 56        | $10 353 571   |
| Karol G          | Mañana Será Bonito Tour   | 2023–2024 | 19        | $7 731 579    |
| Taylor Swift     | Reputation Stadium Tour ‡ | 2018      | 53        | $6 522 173    |
| Barbra Streisand | Timeless                  | 1999–2000 | 10        | $6 345 618    |
| Pink             | Summer Carnival           | 2023–2024 | 97        | $6 027 835    |
| Spice Girls      | Spice World – 2019 Tour   | 2019      | 13        | $6 015 660    |
| Lady Gaga        | The Chromatica Ball       | 2022      | 20        | $5 620 000    |
| Beyoncé          | The Formation World Tour  | 2016      | 49        | $5 226 215    |
| Blackpink        | Born Pink World Tour      | 2022–2023 | 29        | $5 113 793    |
| Madonna          | Sticky & Sweet Tour       | 2008–2009 | 85        | $4 835 294    |
| Barbra Streisand | Streisand                 | 2006–2007 | 29        | $4 120 690    |
| Madonna          | The MDNA Tour             | 2012      | 88        | $3 467 709    |
| Twice            | Ready to Be World Tour    | 2023–2024 | 23        | $3 408 696    |
| Barbra Streisand | Barbra Live               | 2013      | 20        | $3 315 000    |
| Madonna          | Confessions Tour ‡        | 2006      | 60        | $3 233 333    |

## A legnagyobb bevételt hozó turnék évente
A Pollstar különböző év végi jelentéseiben nem szerepeltek női előadók, például 1991-ben vagy 1992-ben. Az Amusement Business, a Billboard testvérkiadványa az amerikai és a tengerentúli adatokat is számba vette, míg a Pollstar több éven át, egészen 2008-ig csak az észak-amerikai adatokat közölte. A lista nem tartalmazza a koncertrezidenciákat, ami Céline Dionra jellemző, aki rezidenciájával a 2005-ös és 2007-es női előadók turnéinak listáját vezette.

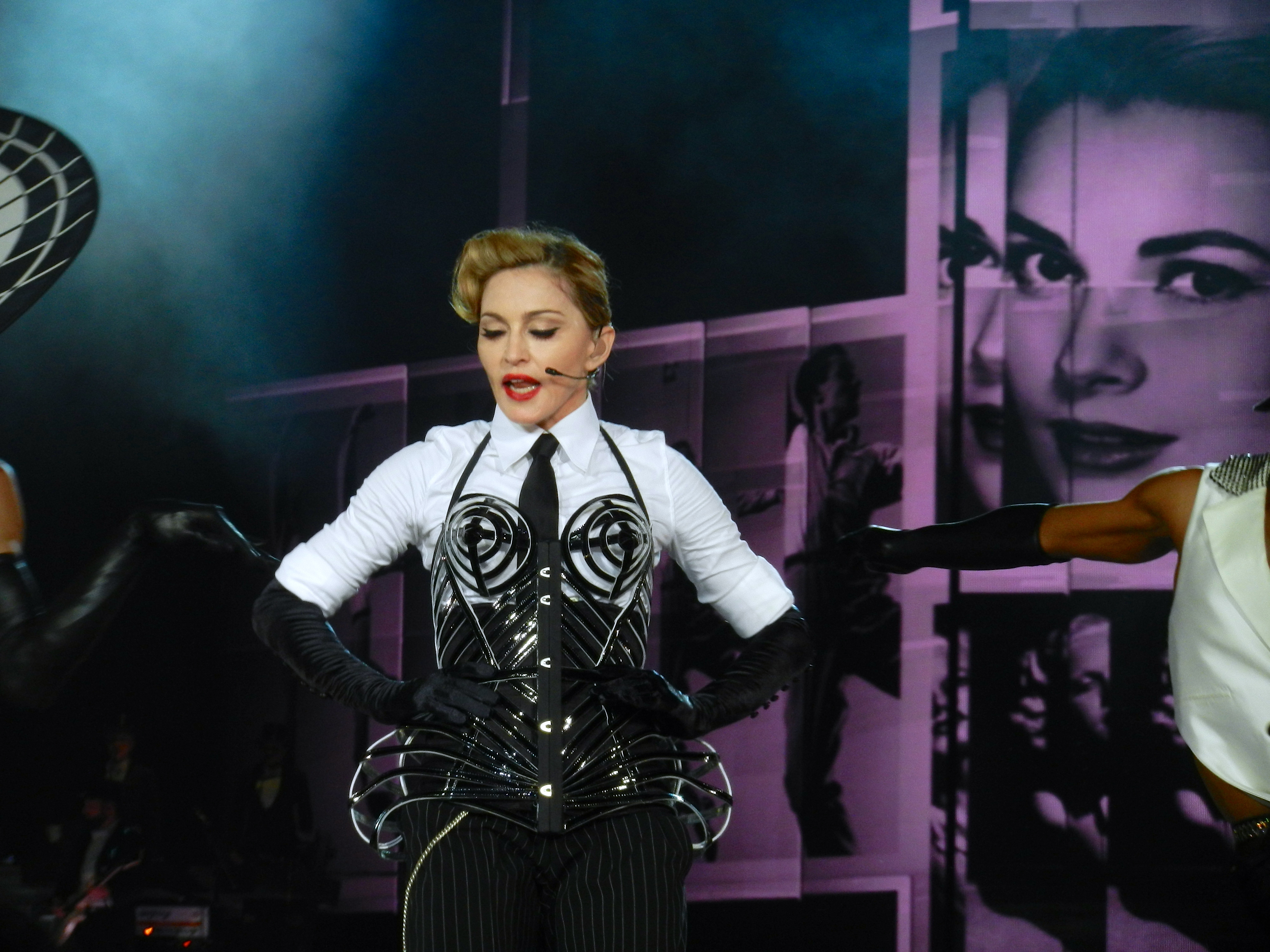
Madonna a the MDNA Touron, amellyel hatodjára szerepelt az éves összesítések listáján
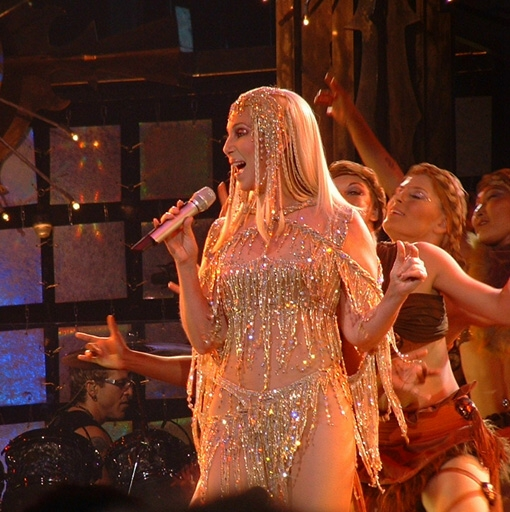
Cher a Living Proof: The Farewell Touron, amely háromszor végzett az éves lista élén
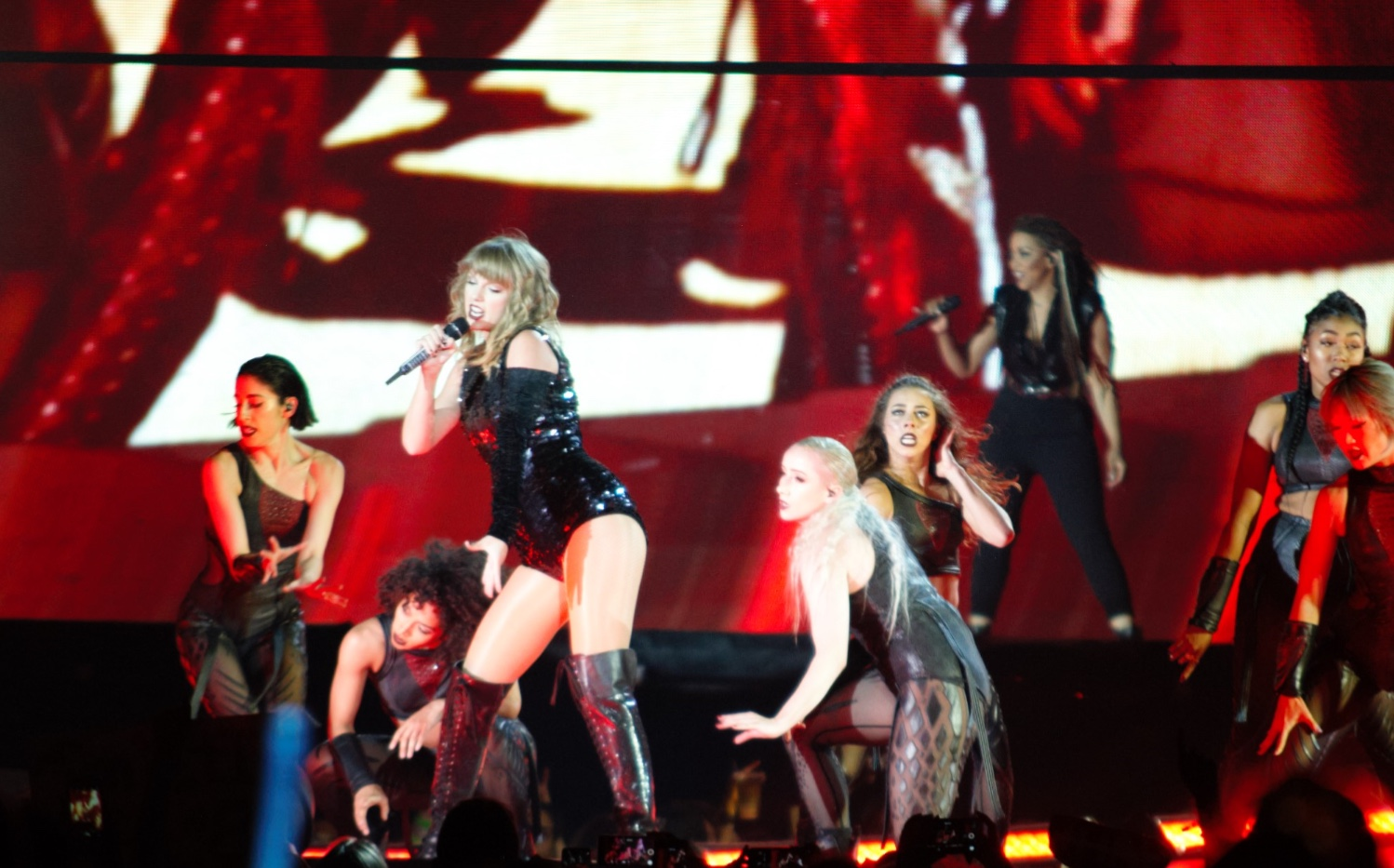
Taylor Swift a Reputation Stadium Touron, amellyel harmadjára szerepelt az éves összesítések listáján

| Év   | Turné                             | Bevétel         | Korrigált bevétel (2023 dollár) | Előadó             | Koncertek | For.          |
| ---- | --------------------------------- | --------------- | ------------------------------- | ------------------ | --------- | ------------- |
| 1987 | Moment of Truth World Tour        | $20,1 millió    | $53 906 151                     | Whitney Houston    | 89        | [ 38 ]        |
| 1990 | Rhythm Nation World Tour 1990     | $28,1 millió    | $65 533 265                     | Janet Jackson      | 89        | [ 55 ]        |
| 1994 | Barbra Streisand in Concert       | $58,9 millió    | $121 079 569                    | Barbra Streisand   | 26        | [ 56 ]        |
| 1995 | Starting Over Tour                | $27,4 millió    | $54 788 032                     | Reba McEntire      |           | [ 57 ]        |
| 1996 | 20th Anniversary Tour             | $26,1 millió    | $50 704 774                     | Reba McEntire      | 86        | [ 58 ]        |
| 1997 | Wildest Dreams Tour               | $24,8 millió    | $47 070 647                     | Tina Turner        | 70        | [ 59 ]        |
| 1998 | The Velvet Rope Tour              | $32,3 millió    | $60 379 502                     | Janet Jackson      | 60        | [ 60 ]        |
| 1999 | Come On Over Tour                 | $40,8 millió    | $74 623 412                     | Shania Twain       | 165       | [ 61 ]        |
| 2000 | Twenty Four Seven Tour            | $80,2 millió    | $141 895 884                    | Tina Turner        | 121       | [ 62 ]        |
| 2001 | Drowned World Tour                | $74 millió      | $127 333 960                    | Madonna            | 47        | [ 63 ]        |
| 2002 | Living Proof: The Farewell Tour   | $80,1 millió    | $135 688 363                    | Cher               | 93        | [ 64 ]        |
| 2003 | Living Proof: The Farewell Tour   | $76,2 millió    | $126 324 583                    | Cher               | 113       | [ 65 ]        |
| 2004 | Re-Invention World Tour           | $125 millió     | $201 638 478                    | Madonna            | 56        | [ 67 ]        |
| 2005 | Living Proof: The Farewell Tour   | $27,2 millió    | $42 492 391                     | Cher               | 40        | [ 68 ]        |
| 2006 | Confessions Tour                  | $195 millió     | $294 721 030                    | Madonna            | 60        | [ 69 ]        |
| 2007 | Back to Basics Tour               | $48,1 millió    | $70 679 442                     | Christina Aguilera | 63        | [ 70 ]        |
| 2008 | Sticky & Sweet Tour               | $207,5 millió   | $293 642 968                    | Madonna            | 39        | [ 52 ] [ 71 ] |
| 2009 | Sticky & Sweet Tour               | $222 millió     | $315 283 388                    | Madonna            | 46        | [ 72 ]        |
| 2010 | The Monster Ball Tour             | $133,6 millió   | $186 668 946                    | Lady Gaga          | 102       | [ 73 ]        |
| 2011 | Speak Now World Tour              | $97,3 millió    | $131 786 805                    | Taylor Swift       | 89        | [ 74 ]        |
| 2012 | The MDNA Tour                     | $296,1 millió   | $392 968 778                    | Madonna            | 67        | [ 75 ]        |
| 2013 | The Mrs. Carter Show World Tour   | $188,6 millió   | $246 688 800                    | Beyoncé            | 77        | [ 17 ]        |
| 2014 | Prismatic World Tour              | $153,3 millió   | $197 303 177                    | Katy Perry         | 66        | [ 18 ]        |
| 2015 | The 1989 World Tour               | $250,4 millió   | $321 867 528                    | Taylor Swift       | 53        | [ 76 ]        |
| 2016 | The Formation World Tour          | $256,4 millió   | $325 512 812                    | Beyoncé            | 46        | [ 77 ]        |
| 2017 | Celine Dion Live 2017             | $101,2 millió   | $125 792 452                    | Céline Dion        | 29        | [ 78 ]        |
| 2018 | Reputation Stadium Tour           | $345,1 millió   | $418 729 870                    | Taylor Swift       | 36        | [ 79 ]        |
| 2019 | Beautiful Trauma World Tour       | $215,2 millió   | $256 458 571                    | Pink               | 59        | [ 80 ] [ 81 ] |
| 2020 | Courage World Tour                | $71,2 millió    | $83 825 023                     | Céline Dion        | 27        | [ 82 ]        |
| 2021 | 2021 World Tour                   | $29,4 millió    | $33 057 399                     | Alanis Morissette  | 33        | [ 83 ]        |
| 2022 | Happier Than Ever: The World Tour | $126,4 millió   | $131 654 873                    | Billie Eilish      | 77        | [ 84 ]        |
| 2023 | The Eras Tour                     | $1,039 milliárd | $1 039 263 762                  | Taylor Swift       | 60        | [ 85 ]        |

## Lásd még
- A legjövedelmezőbb turnék listája
- A leglátogatottabb turnék listája
- A leglátogatottabb koncertek listája
- A legjövedelmezőbb koncertrezidenciák listája

## Külső linkek
- Ladies Might: Box Office Triumph By Top Female Earners — Pollstar (A legtöbb bevételt hozó női turnézó előadók 2000 és 2020 között)